# Александър Донев (музикант)
Вижте пояснителната страница за други личности с името Александър Донев.
Александър Михайлов Донев е български музикант, изпълнител на кавал.

## Биография и творчество
Завършва Средното музикално училище в град Котел. Свири от дете на кавал в музикалните школи в родния си град. Следват многобройни записи в българското национално радио и българската национална телевизия с различни музиканти и оркестри, свирейки в различни стилове и жанрове.
От 1987 г. А. Донев постоянно свири с оркестър „Фолк“, по-късно преименуван на „Цветница“. Изявяват се във фолклорното предаване „От българско по-българско“ по телевизия СКАТ.
Алексанъдр Донев има постоянно ангажименти в страната и чужбина. Музикантът участва в направата на компакт-дискове на различни солисти, както и с най-големите светила на българския фолклор като Надка Караджова, Калинка Вълчева и др.
През 1991 г. за първи път в България се организира Практически семинар за балкански фолклор за чужденци, където А. Донев свири на кавал. Музиканти, танцьори и певци от цял свят имат удоволствието да се насладят на красотата на българския фолклор и природните забележителности на България.
Имал е многобройни участия във Франция, Германия, Нидерландия, Дания, Турция, Гърция, Сърбия, Скандинавия. Свири музика от всички региони на страната, включително и нашумелия напоследък етноджаз.